# Osternienburg
Osternienburg is een plaats en voormalige gemeente in de Duitse deelstaat Saksen-Anhalt, en maakt deel uit van de Landkreis Anhalt-Bitterfeld.
Osternienburg telt 2.169 inwoners.